# Robert William Muench
Robert William Muench (Louisville, 28 de dezembro de 1942) é um ministro americano e bispo católico romano emérito de Baton Rouge.
Robert William Muench foi ordenado sacerdote em 18 de junho de 1968.
Em 8 de maio de 1990, o Papa João Paulo II o nomeou Bispo Auxiliar de Nova Orleans e Bispo Titular de Mactaris. O arcebispo de Nova Orleans, Francis Schulte, consagrou-o bispo em 29 de junho do mesmo ano; Os co-consagradores foram Philip Hannan, arcebispo emérito de Nova Orleans, e John Clement Favalora, bispo de São Petersburgo. Ele escolheu Jesus Deve Crescer como seu lema.
Ele foi nomeado bispo de Covington em 5 de janeiro de 1996 e foi empossado em 19 de março daquele ano. 
Ele foi nomeado bispo de Baton Rouge em 15 de dezembro de 2001 e tomou posse em 14 de março do ano seguinte.
Robert William Muench esteve envolvido em numerosos projetos sociais e cristãos na Terra Santa. Em 1993, foi nomeado Grande Oficial da Pontifícia Ordem Equestre do Santo Sepulcro de Jerusalém pelo Cardeal Grão-Mestre Giuseppe Cardeal Caprio e investido na Tenência do Sudeste dos EUA em 18 de setembro de 1993 em Nova Orleans pelo Grande Prior Francis B. Schulte.
O Papa Francisco aceitou sua aposentadoria em 26 de junho de 2018.